# 威廉·M·梅雷迪思
威廉·莫里斯·梅雷迪思（William Morris Meredith，1799年6月8日—1873年8月17日），美国政治家，美国辉格党人，曾任美国财政部长（1849年-1850年）。
| 前任： 罗伯特·J·沃克 | 美国财政部长 1849年 - 1850年 | 繼任： 托马斯·科温 |